# Santini-Selle Italia
L'equip Santini-Selle Italia va ser un italià, de ciclisme en ruta que va competir el 1981.

## Principals resultats
- Milà-Torí: Giuseppe Martinelli (1981)
- Coppa Sabatini: Claudio Bortolotto (1981)

### A les grans voltes
- Giro d'Itàlia
  - 1 participacions (1981)
  - 1 victòries d'etapa:
    - 1 el 1981: Mario Beccia

  - 0 classificacions finals:
  - 1 classificacions secundàries:
    - Gran Premi de la muntanya: Claudio Bortolotto (1981)

- Tour de França
  - 0 participacions

- Volta a Espanya
  - 0 participacions